# Lexa Bibi
Lexa Bule Bibi (16 aprile 1978) è un ex calciatore vanuatuano, di ruolo difensore.

## Carriera

### Club
Ha sempre giocato nel campionato di casa.

### Nazionale
Conta 29 presenze e 2 reti con la maglia della propria Nazionale.